# 1468-as busz
Az 1468-as jelzésű autóbuszvonal távolsági autóbuszjárat Szolnok és Eger között, melyet a Volánbusz Zrt. lát el.

## Közlekedése
A járat Szolnokot és Egert köti össze. Menetideje Eger felé 3 óra 35 perc, Szolnok felé 3 óra 50 perc. A járat a Tisza-tó érintésével közlekedik, betér több település autóbusz-állomására, megáll kisebb községek, települések autóbusz-várótermeinél, központjában is. Mezőkövesden 2023 decemberétől a rutinpálya és a Váci Mihály utca mellett a vasútállomás mellett kialakított új autóbusz-állomáson és az SZTK rendelőintézet megállóhelyen áll meg.
Naponta egy járatpár szállítja az utasokat.

## Megállóhelyei
| 0  | Szolnok, autóbusz-állomás végállomás   | 56 | 3, 4A, 10, 12, 15, 23, 24, 24A, 32, 33 1077, 1377, 1464, 1466, 1467, 1469, 1515, 1517, 1518 532, 533, 534, 538, 553, 4600, 4601, 4602, 4603, 4605, 4606, 4607, 4608, 4609, 4610, 4611, 4612, 4613, 4614, 4616, 4617, 4618, 4619, 4620, 4621, 4622, 4623, 4630, 4632, 5206 |
| 1  | Szolnok, Tiszaliget                    | 55 | 6, 6Y, 7, 7Y, 8, 8Y, 17, 27, 28, 37 4602, 4607, 4609, 4610, 4611, 4612, 4613, 4614, 4616, 4617, 4618, 4619, 4620, 4621, 4622, 4623 |
| 2  | Szolnok (Kertváros), Gagarin utca      | 54 | 6, 6Y 4607, 4609, 4610, 4611, 4612, 4613, 4614, 4616, 4617, 4618 |
| 3  | Szolnok, Keszeg utca                   | 53 | 6 4607, 4609, 4610, 4611, 4612, 4613, 4614, 4616, 4617, 4618 |
| 4  | Szolnok, Gyümölcsös                    | ∫  | 6 4607, 4609, 4610, 4611, 4612, 4613, 4614, 4616, 4617, 4618, 4619 |
| 5  | Szajol, MOL bázis elágazás             | 52 | 4607, 4609, 4610, 4611, 4612, 4613, 4614, 4616, 4617, 4618 |
| 6  | Szajol, Újtelep                        | 51 | 1377 4607, 4609, 4610, 4611, 4612, 4613, 4614, 4616, 4617, 4618, 4619, 5206 |
| ∫  | Szajol, Malom út                       | 50 | 4609, 4610, 4611, 4612, 4613, 4614, 4616, 4617 |
| 7  | Törökszentmiklós, Szabadságharcos utca | 49 | 4608, 4609, 4610, 4611, 4612, 4613, 4614, 4616, 4617, 4618, 4619, 4796, 5206 |
| 8  | Törökszentmiklós, Hunyadi utca utca    | 48 | 4608, 4610, 4611, 4612, 4613, 4614, 4616, 4617, 4618, 4619, 4791, 4796, 5206 |
| 9  | Törökszentmiklós, Pánthy Endre út      | 47 | 1377 4608, 4609, 4610, 4611, 4612, 4613, 4614, 4616, 4617, 4618, 4619, 4790, 4791, 4796 |
| 10 | Törökszentmiklós, autóbusz-állomás     | 46 | 1377 4608, 4609, 4610, 4611, 4612, 4613, 4614, 4616, 4617, 4618, 4619, 4780, 4790, 4791, 4792, 4794, 4795, 4796, 5206 |
| 11 | Törökszentmiklós, Arany János utca     | 45 | 4609, 4612, 4613, 4616, 4619, 4791, 5206 |
| 12 | Törökszentmiklós, Kenderföld           | 44 | 4612, 4613, 4614, 4616, 4791, 5206 |
| 13 | Törökszentmiklós, Kőrisfa utca         | 43 | 4608, 4609, 4612, 4613, 4614, 4616, 4619, 4791, 5206 |
| 14 | Törökszentmiklós, Húsüzem              | 42 | 4608, 4609, 4612, 4613, 4614, 4616, 4619, 5206 |
| 15 | Fegyvernek, Szapárfalu Közösségi Ház   | 41 | 1377 4608, 4609, 4612, 4613, 4614, 4616, 4619, 5206 |
| 16 | Fegyverneki elágazás                   | 40 | 4608, 4609, 4612, 4613, 4614, 4616, 4619, 4797 |
| 17 | Kenderes, Sport bisztró                | 39 | 4609, 4614, 4619 |
| 18 | Kenderes, autóbusz-váróterem           | 38 | 1346, 1377, 1516 4609, 4614, 4619, 4720 |
| 19 | Kenderes, Jókai utca                   | 37 | 4614, 4720 |
| 20 | Kakat                                  | 36 | 4614, 4720 |
| 21 | Bánhalma, szociális otthon             | 35 | 1346 4614, 4720 |
| 22 | Bánhalma, szövetkezeti bolt            | 34 | 1346, 1377, 1516 4614, 4720 |
| 23 | Bánhalma, MG. Rt                       | 33 | 4608, 4609, 4614, 4720 |
| 24 | Kunhegyes, Tompa utca                  | 32 | 4608, 4609, 4614, 4720 |
| 25 | Kunhegyes, autóbusz-állomás            | 31 | 1066, 1346, 1377, 1443, 1516 4608, 4609, 4614, 4616, 4720, 4730, 4757, 4760 |
| 26 | Kunhegyes, 5. sz. italbolt             | 30 | 4608, 4614, 4616, 4730 |
| 27 | Kunhegyes, strand                      | 29 | 1377 4614, 4616, 4730 |
| 28 | Kút                                    | 28 | 1377 4614, 4616, 4730 |
| 29 | László major, szövetkezeti bolt        | 27 | 1377 4614, 4616, 4730 |
| 30 | László major                           | 26 | 4614, 4616, 4730 |
| 31 | Kunmadaras, községháza                 | 25 | 1066, 1375, 1377, 1443 4608, 4614, 4616, 4700, 4701, 4702, 4730 |
| 32 | Tiszaörs, fürdői elágazás              | 24 | 1377 4614, 4702 |
| 33 | Tiszaörs, autóbusz-váróterem           | 23 | 1375, 1377 4608, 4614, 4702, 4755 |
| 34 | Tiszaörs, újtelep                      | 22 | 4608, 4614, 4702, 4755 |
| 35 | Tiszaigar, posta                       | 21 | 1375, 1377 4608, 4614, 4702, 4755 |
| 36 | Állami Gazdaság bejárati út I.         | 20 | 4614, 4702, 4755 |
| 36 | Tiszafüred Igari út 53.                | 19 | 4614, 4702, 4755 |
| 38 | Tiszafüred, Nemzeti étterem            | 18 | 1343, 1344, 1375, 1377, 1447 4487, 4608, 4614, 4702, 4753, 4755 |
| 39 | Tiszafüred, Kossuth tér                | 17 | 1 4487, 4701, 4755, 4757, 4760 |
| 40 | Tiszafüred, orvosi rendelő             | 16 | 1 4487, 4608, 4609, 4613, 4614, 4701, 4702, 4753, 4755, 4757, 4760 |
| 41 | Tiszafüred, autóbusz-állomás           | 15 | 1 1068, 1069, 1075, 1301, 1343, 1344, 1375, 1377, 1447, 1448, 1516 3431, 3561, 3562, 4487, 4608, 4609, 4613, 4614, 4701, 4702, 4753, 4755, 4757, 4760 személy, Tisza-tó sebesvonat |
| 42 | Poroszló, Ökocentrum                   | 14 | 1068, 1343, 1344, 1375, 1377, 1447, 1448 3431, 3562 |
| 43 | Poroszló, posta                        | 13 | 1344, 1375, 1377, 1447, 1448 3431, 3432 |
| 44 | Poroszló, Vasútállomás bejárati út     | 12 | 1344, 1447, 1448 3431, 3432 személy, Tisza-tó sebesvonat |
| 45 | Borsodivánka, autóbusz-váróterem       | 11 | 1344, 1375, 1377, 1447, 1448 4010 |
| 46 | Egerlövő, autóbusz-váróterem           | 10 | 1344, 1375, 1377, 1447, 1448 4010 |
| 47 | Mezőkövesd, rutinpálya                 | 9  | 1, 3 4001, 4010, 4017 |
| 48 | Mezőkövesd, autóbusz-állomás           | 8  | 1, 2B, 3 1344, 1375, 1377, 1426, 1427, 1447, 1448 3406, 3416, 3418, 3419, 3749, 4001, 4006, 4007, 4008, 4010, 4014, 4015, 4016, 4017, 4019, 4023, 4026, 4030, 4157 IC, személyvonat – Mezőkövesd [80.] |
| 49 | Mezőkövesd, SZTK rendelőintézet        | 7  | 1, 2B, 3 1344, 1375, 1377, 1426, 1427, 1447, 1448 3406, 3416, 3418, 3419, 3749, 4001, 4006, 4007, 4008, 4009, 4010, 4011, 4013, 4014, 4015, 4016, 4017, 4019, 4023, 4026, 4030, 4157 |
| 50 | Mezőkövesd, Váci Mihály utca           | 6  | 1, 2 1050, 1344, 1380, 1426, 1427, 1428, 1447, 1448 3406, 3419, 4015, 4018, 4021, 4157 |
| 51 | Andornaktálya, szociális otthon        | 5  | 1343, 1344, 1346, 1380, 1426, 1427, 1428, 1447, 1448 3405, 3414, 3423, 3424, 3426, 3431, 3435, 3436, 4014, 4015, 4018, 4021, 4157 |
| 52 | Andornaktálya, iskola                  | 4  | 1343, 1344, 1346, 1380, 1426, 1427, 1428, 1447, 1448 3405, 3414, 3423, 3424, 3426, 3431, 3435, 3436, 4014, 4015, 4018, 4021, 4157 |
| 53 | Eger, Kistályai út                     | 3  | 1344, 1380, 1426, 1427, 1428, 1447, 1448 3405, 3414, 3423, 3424, 3426, 3431, 3435, 3436, 4014, 4015, 4018, 4021, 4157 |
| 54 | Eger, ZF Hungária Kft.                 | 2  | 4, 5, 12 1343, 1344, 1346, 1380, 1426, 1427, 1428, 1447, 1448 3405, 3424, 3426, 3431, 3435, 4014, 4015, 4018, 4021 |
| 55 | Eger, Hadnagy utca                     | 1  | 2, 2A, 3, 3A, 4, 5, 5A, 6, 16, 914 1343, 1344, 1346, 1380, 1426, 1427, 1428, 1447, 1448 3405, 3406, 3419, 3420, 3424, 3426, 3431, 3435, 4014, 4015, 4018, 4021 |
| 56 | Eger, Színház                          | ∫  | 2, 2A, 7, 7A, 11, 12, 14, 17 1053, 1054, 1343, 1344, 1346, 1348, 1362, 1380, 1426, 1427, 1428, 1447, 1517 3402, 3408, 3410, 3411, 3414, 3419, 3420, 3423, 3424, 3426, 3430, 3431, 3432, 3433, 3434, 3435, 3436, 3440, 3441, 3442, 3443, 3444, 3445, 3448, 3667, 4014, 4015, 4018, 4021, 4157 |
| 57 | Eger, autóbusz-állomás végállomás      | 0  | 2, 2A, 4, 5, 5A, 6, 7, 7A, 11, 12, 14, 16, 17, 914 1049, 1050, 1051, 1052, 1053, 1054, 1343, 1344, 1346, 1347, 1348, 1349, 1351, 1352, 1354, 1362, 1380, 1383, 1402, 1426, 1427, 1428, 1447, 1448, 1466, 1517 3400, 3402, 3403, 3404, 3405, 3406, 3407, 3408, 3409, 3410, 3411, 3412, 3414, 3415, 3416, 3417, 3418, 3419, 3420, 3423, 3424, 3426, 3430, 3431, 3432, 3433, 3434, 3435, 3436, 3440, 3441, 3442, 3443, 3444, 3445, 3446, 3448, 3450, 3455, 3456, 3457, 3458, 3462, 3469, 3470, 3471, 3472, 3473, 3474, 3476, 3479, 3480, 3481, 3482, 3483, 3484, 3488, 3604, 3660, 3667, 4012, 4014, 4015, 4018, 4021, 4157 |